# Anton Romako

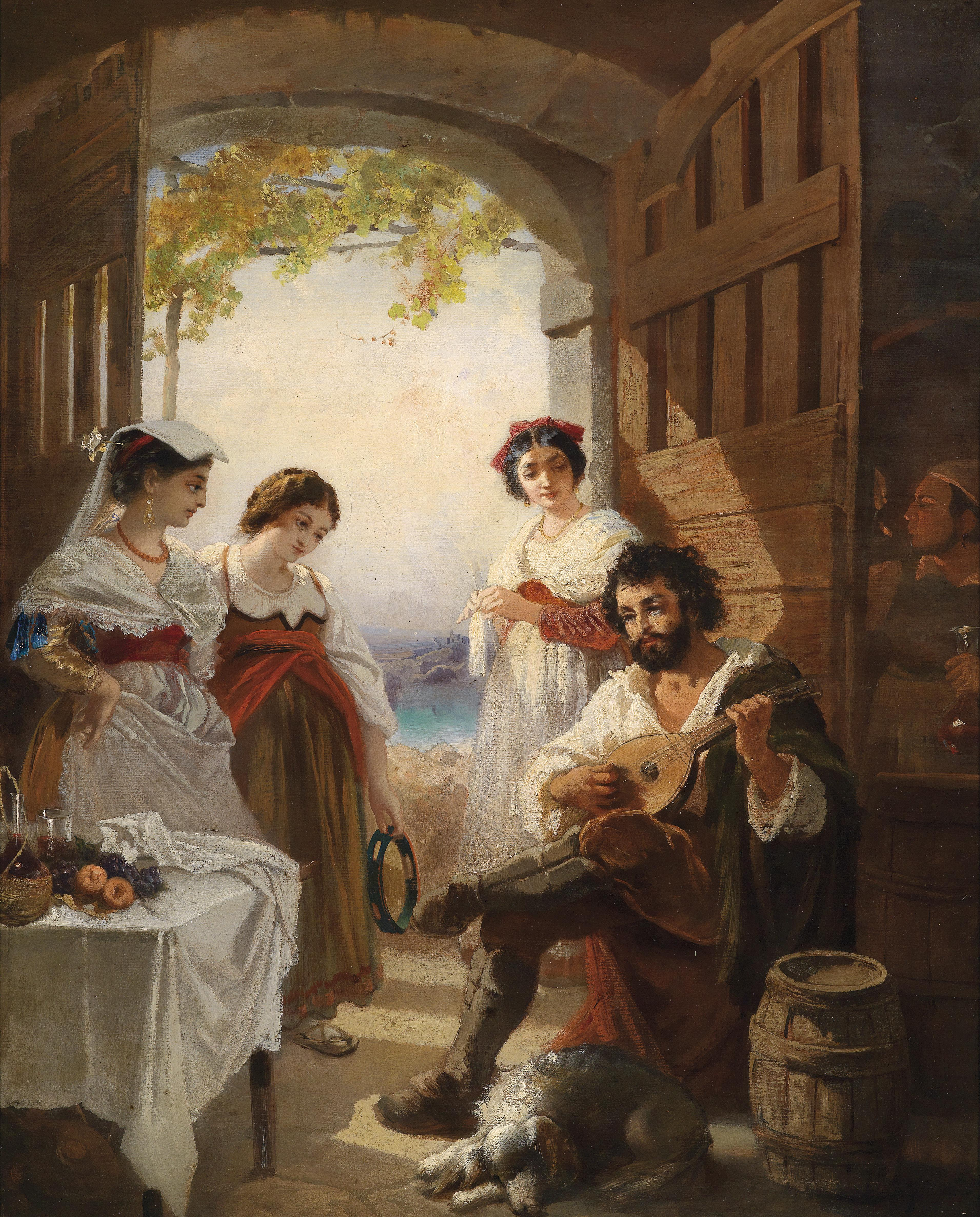
Neapolitanische Schenke, huile sur toile.

Anton Romako, né le 20 octobre 1832 à Atzgersdorf et mort le 8 mars 1889 à Vienne, est un peintre autrichien. 

## Œuvre
Bien qu'il ait peint un grand nombre de paysages, il est principalement connu pour ses portraits et ses scènes historiques. 
Plusieurs de ses peintures sont aujourd'hui exposées au musée du Belvédère, à Vienne.
- Tegetthoff dans la bataille navale de Lissa, 1878-1880, huile sur bois, 86 × 47 cm, Galerie du Belvédère, Vienne[1]

## Postérité
Expositions :
- Anton Romako - Beginn der Moderne, 06.04. - 18.06.2018, Leopold Museum, Vienne